# Romeomania
Romeomania (né Stafford Roméo Souverin le 19 août 1989), Français d'origine antillaise, est un chanteur d’afrobeat.

## Biographie
Originaire de la ville de Léogâne, Romeomania a quitté son pays natal à l'âge de 15 ans à la suite des bouleversements politiques occasionnés par la chute du Président Jean-Bertrand Aristide, en 2004, pour aller s'installer en Guadeloupe puis à Paris où il a commencé sa carrière musicale en solo. Par ailleurs, il détient une formation en comptabilité et communication à l’ACHS (Atlantic Community High School) dans l’État de la Floride, mais se fait connaître comme chanteur et producteur en s'investissant dans le marché de l'afrobeat

## Cote d'écoute
C'est à la faveur du single Ça va aller que l'artiste connait son plus grand succès. En effet, ce titre fait partie du classement des HIT 30 des tubes les plus en vogues sur Trace Africa. Dans la foulée, Romeomania intègre la sélection musicale de la chaîne de télévision TV5 Monde avec Vraie Beauté africaine, un titre qui exalte les femmes africaines,. 
Il est maintenant sur le point de réaliser son premier album dont il a dévoilé le titre : Tout n'est que vanité,,.

## Carrière musicale
Romeomania a débuté dans la musique en 2008 avec son premier groupe de rap kreyòl « Washla » en Guadeloupe. Ce début d'aventure s'est interrompu, car Romeomania était contraint de partir s'installer définitivement en France en mars 2009. Il s'est relancé dans la musique en 2012 et a sorti son premier single : tout effacer . Il a de nouveau arrêté avant de reprendre en 2017, sur la terre de ses ancêtres, en Côte d'Ivoire, en se lançant cette fois dans l'afrobeat,. Il s'y est lancé avec le titre « Positiver » qui lui permit de se faire des fans à l'international avant de poursuivre avec les singles : Sous le soleil, Fè Bagay feat Dj Bookey Mania et Laisse ton numéro.

## Discographie
Voici l'ensemble des singles de Romeomania

### 2012
- Tout effacer

### 2017
- Positiver
- Sous le soleil
- Laisse ton numéro
- Drink Money (featuring Dj Bookey Mania et Chaj Vocal)

### 2018
- Je ne t'oublie pas (featuring Fannkè)
- Tague-moi (featuring Shado Chris)
- Avancer (featuring Rico Amaj)

### 2019
- Ça va aller
- Fou de toi
- Vraie Beauté africaine
- La Récompense

### 2020
- Oga, en collaboration avec Mike Alabi et réalisé par Steven Awuku[11].

### 2021
- Faut Pas Lâcher Feat Venom le cascadeur[12].
- Sois Fort Feat Imilo Lechanceux